# Futbol'nyj Klub Metalurh Donec'k 2011-2012
Questa voce raccoglie le informazioni riguardanti il Futbol'nyj Klub Metalurh Donec'k nelle competizioni ufficiali della stagione 2011-2012.

## Rosa
| N. |                        | Ruolo | Calciatore                  |
| -- | ---------------------- | ----- | --------------------------- |
| 1  | Ucraina (bandiera)     | P     | Oleksandr Musiyenko         |
| 2  | Ucraina (bandiera)     | P     | Artem Baranovsk'yj          |
| 4  | Ucraina (bandiera)     | D     | V″jačeslav Čečer (capitano) |
| 6  | Armenia (bandiera)     | C     | Kaṙlen Mkrtčyan             |
| 7  | Ucraina (bandiera)     | C     | Mykola Morozyuk             |
| 8  | Paesi Bassi (bandiera) | A     | Gregory Nelson              |
| 9  | Serbia (bandiera)      | C     | Đorđe Lazić                 |
| 10 | Armenia (bandiera)     | C     | Geworg Ġazaryan             |
| 11 | Belgio (bandiera)      | C     | Danilo                      |
| 12 | Ucraina (bandiera)     | P     | Oleksandr Bandura           |
| 13 | Cipro (bandiera)       | C     | Kōnstantinos Makridīs       |
| 14 | Ucraina (bandiera)     | D     | Oleksandr Volovyk           |
| 15 | Mali (bandiera)        | A     | Dramane Traoré              |
| 17 | Brasile (bandiera)     | C     | Zé Soares                   |
| 18 | Bulgaria (bandiera)    | C     | Velizar Dimitrov            |
| 19 | Ucraina (bandiera)     | C     | Vitalij Ivanko              |

| N. |                       | Ruolo | Calciatore                 |
| -- | --------------------- | ----- | -------------------------- |
| 20 | Portogallo (bandiera) | C     | China                      |
| 21 | Armenia (bandiera)    | C     | Artak Yedigaryan           |
| 22 | Ucraina (bandiera)    | A     | Myroslav Slavov            |
| 27 | Italia (bandiera)     | A     | Gaetano Monachello         |
| 28 | Portogallo (bandiera) | D     | Mário Sérgio Leal Nogueira |
| 29 | Ucraina (bandiera)    | D     | Denys Bilous               |
| 30 | Serbia (bandiera)     | C     | Mario Gjurovski            |
| 31 | Ucraina (bandiera)    | P     | Dmytro Voroby'ov           |
| 33 | Ucraina (bandiera)    | C     | Ruslan Mamutov             |
| 36 | Ucraina (bandiera)    | C     | Mykyta Polyulyakh          |
| 44 | Ucraina (bandiera)    | C     | Vasylʹ Pry'ma              |
| 50 | Ucraina (bandiera)    | D     | Anton Savin                |
| 55 | Ucraina (bandiera)    | C     | Aleksandr Oliy'nyk         |
| 77 | Ucraina (bandiera)    | A     | Maksym Dehtyarev           |
| 84 | Ucraina (bandiera)    | C     | Denys Golaydo              |
| 91 | Brasile (bandiera)    | A     | Júnior Moraes              |